# Maine State Route 189
Die Maine State Route 189 ist eine State Route im Washington County im US-Bundesstaat Maine. Sie beginnt in Whiting am U.S. Highway 1 und endet in Lubec bei der Franklin Delano Roosevelt Bridge.

## Verlauf
Die SR 189 beginnt in Whiting am U.S. Highway 1. Nach der Kreuzung folgt die Straße einem nordöstlichen Kurs durch Trescott Township (Teil des unorganisierten Gebiets von East Central Washington) und West Lubec, bevor sie den Endpunkt, die Franklin Delano Roosevelt Bridge erreicht, wo sie nach der Brücke als New Brunswick Route 774 weiterführt.

## Hauptknotenpunkte
Die gesamte Route verläuft im Washington County.
| Ort             | km           | Kreuzung                         | Hinweise                                          |
| --------------- | ------------ | -------------------------------- | ------------------------------------------------- |
| Whiting         | 0,00         | U.S. Highway 1                   |                                                   |
| Lubec           | 9,22         | SR 191 (Dixie Road)              | Südlicher Endpunkt der SR 191                     |
| Lubec (Narrows) | 17,98– 18,11 | Franklin Delano Roosevelt Bridge |                                                   |
| Lubec           | 18,11        | New Brunswick Route 774          | Grenzposten weiterfahrt → Kanada via NB Route 774 |